# محوطه هومدان
محوطه هومدان مربوط به فلز- هزاره سوم قبل از میلاد است و در شهرستان زرآباد، دهستان زرآباد شرقی، ۵۰ کیلومتری جنوب شرق جهلو، ۱ کیلومتری جنوب هومدان واقع شده و این اثر در تاریخ ۲۶ اسفند ۱۳۸۷ با شمارهٔ ثبت ۲۵۸۷۹ به‌عنوان یکی از آثار ملی ایران به ثبت رسیده است.